# IBS Software Services
IBS Software Private Limited ist ein indisches Unternehmen, welches Produkte für die Logistik entwickelt. Die Produkte werden in der Luftfahrtgesellschaft, in der Öl- und Gas-Industrie, im Transportwesen und im Tourismus verwendet. Der Hauptsitz befindet sich im Technopark Kerala.

## Geschichte
Das Unternehmen wurde im Jahr 1997 im Technopark Kerala gegründet. Im gleichen Jahr wurde die Geschäftstätigkeit in Europa aufgenommen. Im darauffolgenden Jahr initiierte IBS Software Services das Reengineering für das Management Training-System für die Crew der Swissair.
Im Jahr 2000 erfolgte die Zertifizierung für EN ISO 9001. Im gleichen Jahr wurde die Geschäftstätigkeit in den USA aufgenommen. Im Jahr 2002 zertifizierte KPMG IBS Software Services als CMMI Level 5 Unternehmen.
Im Jahr 2006 wurde in Tokio ein Büro eröffnet.

## Produkte
| Industriezweig             | Produkte                                                                                  |
| -------------------------- | ----------------------------------------------------------------------------------------- |
| Fluggesellschaft           | iFlight NEO, iFlight, iFly Res, iFly Loyality, iFly Staff, iFly Serve, iFly DCS, iFly RDS |
| Flughafen Betrieb          | Avient Fleet, Avient Crew, TopAir, Approach, VISaer                                       |
| Öl & Gas Logistik          | iLogistics Aviation, iLogistics Marine, iLogistics Land, iLogistics Pob                   |
| Frachtwesen                | iCargo, iCargoNet                                                                         |
| Tourismus                  | iTravel, Ship Partner, Cruise Partner, Tour Partner                                       |
| Allgemeines Transportwesen | Ocean Transportation, Surface Transportation                                              |
| Kundenbeziehungsmanagement | iLoyal                                                                                    |